# Elezioni presidenziali in Bulgaria del 2001
Le elezioni presidenziali in Bulgaria del 2001 si tennero l'11 novembre (primo turno) e il 18 novembre (secondo turno).

## Risultati
| Candidati       | Partiti                         | I turno   | I turno | II turno  | II turno |
| Candidati       | Partiti                         | Voti      | %       | Voti      | %        |
| --------------- | ------------------------------- | --------- | ------- | --------- | -------- |
| Georgi Părvanov | Partito Socialista Bulgaro      | 1 032 665 | 36,39   | 2 043 443 | 54,13    |
| Petăr Stojanov  | Unione delle Forze Democratiche | 991 680   | 34,95   | 1 731 676 | 45,87    |
| Bogomil Bonev   | Indipendente                    | 546 801   | 19,27   |           |          |
| Reneta Indžova  | Indipendente                    | 139 680   | 4,92    |           |          |
| George Ganchev  | Indipendente                    | 95 481    | 3,36    |           |          |
| Petar Beron     | Unione per la Bulgaria          | 31 394    | 1,11    |           |          |
| Totale          | Totale                          | 2 837 701 | 100     | 3 775 119 | 100      |